# Фарак (Коміджан)
Фарак (перс. فرك) — село в Ірані, у дегестані Хенеджін, в Центральному бахші, шахрестані Коміджан остану Марказі. За даними перепису 2006 року, його населення становило 259 осіб, що проживали у складі 51 сім'ї.

## Клімат
Середня річна температура становить 10,73°C, середня максимальна – 29,94°C, а середня мінімальна – -11,14°C. Середня річна кількість опадів – 267 мм.
| Клімат поселення                              | Клімат поселення | Клімат поселення | Клімат поселення | Клімат поселення | Клімат поселення | Клімат поселення | Клімат поселення | Клімат поселення | Клімат поселення | Клімат поселення | Клімат поселення | Клімат поселення | Клімат поселення |
| Показник                                      | Січ.             | Лют.             | Бер.             | Квіт.            | Трав.            | Черв.            | Лип.             | Серп.            | Вер.             | Жовт.            | Лист.            | Груд.            |                  |
| Середній максимум, °C                         | 4,92             | 6,44             | 11,18            | 17,56            | 22,38            | 28,36            | 29,94            | 29,29            | 24,59            | 18,40            | 11,52            | 5,98             |                  |
| Середня температура, °C                       | −3,12            | −1,58            | 3,14             | 9,53             | 14,34            | 20,34            | 24,34            | 23,68            | 18,98            | 12,81            | 5,92             | 0,38             |                  |
| Середній мінімум, °C                          | −11,14           | −9,62            | −4,88            | 1,50             | 6,31             | 12,30            | 18,73            | 18,08            | 13,40            | 7,21             | 0,33             | −5,22            |                  |
| Норма опадів, мм                              | 37               | 35               | 47               | 39               | 35               | 6                | 1                | 1                | 0                | 9                | 23               | 34               |                  |
| Середньомісячна швидкість вітру, м/с          | 1.86             | 2.45             | 2.98             | 3.06             | 2.52             | 2.37             | 2.43             | 2.25             | 2.13             | 2.08             | 1.64             | 1.81             |                  |
| Середньомісячна сонячна радіація, кДж/м²·день | 8782             | 11733            | 14497            | 17981            | 22113            | 26818            | 26092            | 23920            | 20634            | 15059            | 10599            | 8498             |                  |
| --------------------------------------------- | ---------------- | ---------------- | ---------------- | ---------------- | ---------------- | ---------------- | ---------------- | ---------------- | ---------------- | ---------------- | ---------------- | ---------------- | ---------------- |
| Джерело:                                      |                  |                  |                  |                  |                  |                  |                  |                  |                  |                  |                  |                  |                  |